# Лиршау
Лиршау (њем. Lürschau) општина је у њемачкој савезној држави Шлезвиг-Холштајн. Једно је од 134 општинска средишта округа Шлезвиг-Фленсбург. Према процјени из 2010. у општини је живјело 1.167 становника. Посједује регионалну шифру (AGS) 1059057.

## Географски и демографски подаци
Лиршау се налази у савезној држави Шлезвиг-Холштајн у округу Шлезвиг-Фленсбург. Општина се налази на надморској висини од 33 метра. Површина општине износи 16,5 km². У самом мјесту је, према процјени из 2010. године, живјело 1.167 становника. Просјечна густина становништва износи 71 становника/km².